# Rambla de la Vídua
La Rambla de la Viuda rep aquesta denominació a partir de la unió del riu de Montlleó amb la rambla Carbonera, que es produeix a la confluència dels termes municipals de Culla, la Serra d'en Galceran i les Useres, desembocant en el terme municipal d'Almassora en el riu Millars a pocs quilòmetres de la mar Mediterrània.
La seva conca hidrogràfica és molt àmplia (1.510 km²), discorrent en direcció nord-sud a través de la part interior de les serralades litorals de la província de Castelló. Abasta les comarques de l'Alt Maestrat, l'Alcalatén i la Plana Alta.
En la conca d'aquesta Rambla, el nivell freàtic general queda més baix que la seva llera, pel que es produïx una forta infiltració que deixa la llera seca excepte en els grans temporals de la tardor.
L'embassament de Maria Cristina serveix com a nexe entre aquesta rambla i el riu de l'Alcora.
Els principals afluents són:
- Riu de Montlleó.
- Rambla Carbonera.[2]
- Rambla de Cabanes.
- Riu de l'Alcora.